# Marcelo Fracchia
Marcelo Walter « Principito » Fracchia Bilbao, né le 4 janvier 1968 à Montevideo, est un footballeur international uruguayen. Il évoluait au poste de milieu de terrain.

## Biographie
Marcelo Fracchia commence sa carrière en Uruguay, avec le club du Central Español.
Il joue ensuite au sein de différentes clubs chiliens. Il dispute un total de 187 matchs en première division chilienne, inscrivant 22 buts. Il réalise sa meilleure performance lors de la saison 1992, où il inscrit six buts.
Il reçoit sept sélections en équipe d'Uruguay lors de l'année 1991.
Il participe avec cette équipe à la Copa América 1991.

## Carrière
- 1987-1992 :  Central Español
- 1992-1993 :  Deportes Temuco
- 1994 :  Colo-Colo
- 1995 :  Unión Española
- 1996 :  Deportes Concepción
- 1997-1998 :  Deportes Temuco
- 1998-2000 :  Everton
- 2001-2004 :  New Jersey Stallions